# Јанис Гумас
Јанис Гумас (грч. Γιάννης Γκούμας; 24. мај 1975) бивши је грчки фудбалер и тренутно фудбалски тренер. Играо је на позицији одбрамбеног играча.

## Каријера
Гумас је рођен 24. маја 1975. године у селу Амбелонас, близу Ларисе. Био је један од многих играча који су израсли у Панатинаикосовом омладинском погону те је у клубу провео сву своју играчку каријеру. У сениорској екипи је почео да игра 1994. као централни дефанзивац те је био познат као изврстан играч у ваздушним дуелима. Тако је Гумас у својој клупској каријери успео у европским такмичењима дати голове фудбалским великанима као што су Реал Мадрид, Јувентус и Глазгов Ренџерс. Један од таквих погодака био је и онај против градског ривала Олимпијакоса који је на крају Панатинаикос довео до титуле првака 2004. године. Крајем јуна 2009. споразумно је напустио Панатинаикос у којем је одиграо 277 првенствених утакмица те притом постигао 27 погодака.
Гумас је од 1995. до 1999. наступао за младу грчку репрезентацију, док је за сениоре дебитовао заједно са Такисом Фисасом у утакмици против Финске 1999. Био је члан репрезентације Грчке која је освојила Европско првенство 2004. године. За Грчку је такође играо на Купу Конфедерација 2005. и на Европском првенству 2008. године у Аустрији и Швајцарској.

## Трофеји
Панатинаикос
- Првенство Грчке: 1995, 1996, 2004.
- Куп Грчке: 1995, 2004.

Грчка
- Европско првенство: 2004.